# Jürgen Klinsmann
Jürgen Klinsmann (Göppingen, 1964. július 30. –) német labdarúgó, edző, szakvezető, egykori német válogatott játékos, aki első számú támadója volt az 1990-es labdarúgó-világbajnokságon győztes német csapatnak. Európa több kiemelkedő klubjában is futballozott.
Ő volt a szakvezetője a 2006-os labdarúgó-világbajnokságon bronzérmet szerzett német labdarúgó-válogatottnak.
2011 és 2016 között az amerikai labdarúgó-válogatott szövetségi kapitányaként tevékenykedett.

## Pályafutása játékosként

### Klubcsapat
Klinsmann Göppingenben, Baden-Württemberg tartományban született. Fiatalon minden pozícióban játszott, beleértve a kapus posztot is, egészen 8 éves koráig. Hivatásos karrierje 17 éves korában a Stuttgarter Kickers csapatában kezdődött, mely abban az időben a Bundesliga 2-ben vitézkedett. 1984-ben csatlakozott Stuttgart nagyobb tekintélyű klubjához a VfB Stuttgarthoz, mely a Bundesliga első osztályában szerepelt.
Németországban megfordult még München leghíresebb klubjában a Bayern Münchenben is, amellett pedig játszott az Inter, az AS Monaco, a Tottenham Hotspur és a Sampdoria csapataiban is. Légióskodása alatt olyan tekintélyes edzők keze alatt focizott többek között, mint Arsène Wenger vagy Giovanni Trapattoni.
1992-ben igazolt Angliába, a Tottenham Hotspur csapatához. Érkezésének idejében nem volt túl népszerű Anglia szurkolóinak körében, főképp azért, mert tagja volt annak a német válogatottnak, mely búcsúztatta Angliát az 1990-es labdarúgó-világbajnokságon. Miután megszerezte első gólját, népszerűsége óriásit emelkedett, szimpatizánsai pedig folyamatosan nőttek. A Guardian egyik írója érkezésekor a következő címet adta egyik cikkének: „Miért gyűlölöm én Jürgen Klinsmannt?”, két hónap elteltével pedig a következőt: „Miért szeretem én Jürgen Klinsmannt?”, melyből szintén kiderül, mennyire megszerették játékát.

### Válogatott
Szereplése a német labdarúgó-válogatottban 1987-ben kezdődött, melynek köszönhetően beindult gyümölcsöző nemzetközi karrierje is. Első fellépését még további 107 követte, így összesen 108 alkalommal szerepelt a válogatottban, ezzel ő játszotta a második legtöbb mérkőzést címeres mezben Lothar Matthäus mögött. Klinsmann 47 gólt szerzett Németország színeben nemzetközi mérkőzésen amellyel második az örökranglistán Gerd Müller mögött aki 68 találatot ért el.
A válogatottal kijutott az 1988. évi nyári olimpiai játékokra, melyen egy bronzérmet nyert csapatával. Részt vett az 1988-as, az 1992-es és az 1996-os Labdarúgó-Európa-bajnokságokon, melyeken előbb ezüstérmet (1992-es labdarúgó-Európa-bajnokság), majd aranyérmet (1996-os labdarúgó-Európa-bajnokság) nyert a válogatottal. Klinsmann az első játékos aki 3 különböző Európa-bajnokságon szerepelt.
Fontos játékosa a válogatottnak 3 labdarúgó-világbajnokságon is (1990, 1994, 1998). Az 1990-es labdarúgó-világbajnokságon aranyérmet nyert, a tornán 3 találatot szerezve. 1994-ben 5 1998-ban pedig szintén 3 találattal segítette a Nationalelfet. Ő volt az első játékos, aki legalább 3 gólt szerzett 3 különböző világbajnokságon, később csatlakozott hozzá Ronaldo is.

## Pályafutása edzőként

### Német válogatott
2004. július 26-án kinevezik Rudi Völler utódjának a Német labdarúgó-válogatott szövetségi kapitányi posztjára. Klinsmann maga mellé veszi egykori csatártársát, Oliver Bierhoffot, akinek feladata a válogatott menedzselése, a kapcsolatok szervezése lesz, Klinsi pedig a tényleges felkészítést látja el. Az öregedő válogatott helyett létrehoz egy túlnyomóan fiatalokból álló keretet, mellyel először a 2004-es labdarúgó-Európa-bajnokságon mutatkozik be. A 2006-os labdarúgó-világbajnokságig rengeteg kritikát, bírálatot kap, mind a német szurkolóktól, mind pedig a médiától és a sajtótól, mely elsősorban olyan vereségeknek köszönhető mint az Olaszország elleni 4-1-es zakó. Sokan bírálják offenzív taktikája miatt, ennek ellenére a defenzív focit továbbra sem favorizálja. A keretbe való bekerüléshez nem számított nála a hírnév, csak a teljesítmény volt a fontos, így a 2006-os hazai rendezésű tornára egy fiatal válogatottal érkezett.

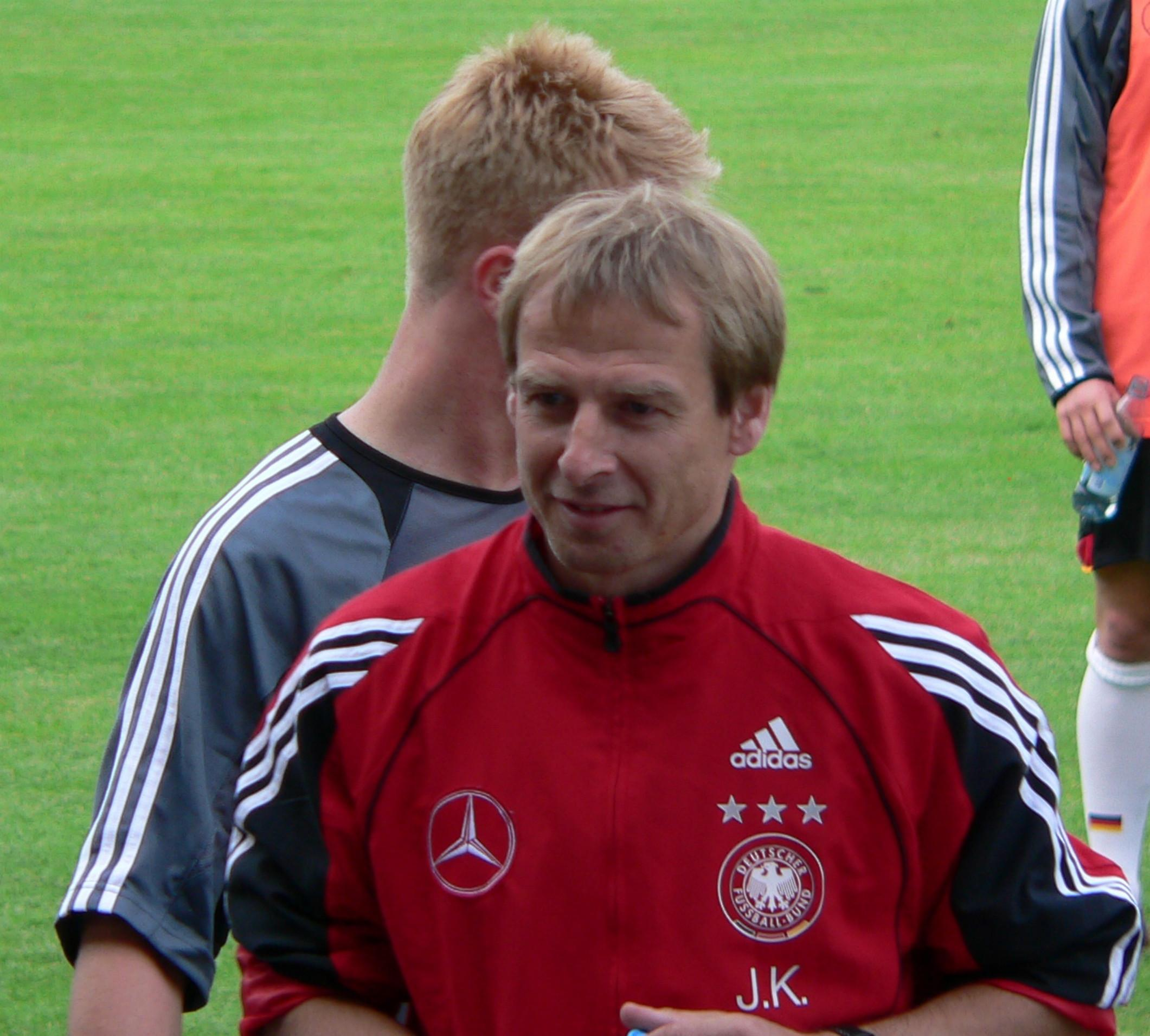
Klinsmann a válogatott élén, 2005-ben

A 2005-ös konföderációs kupa ideje alatt folyamatos rotációt tartott a válogatott kapujában, hol Oliver Kahn hol pedig Jens Lehmann védhetett. 2006. április 7-én Klinsmann végül döntött, száműzte a kispadra Kahnt, és kijelölte a keret első számú kapusának Lehmannt az Arsenal portását. Döntésében szerepet játszott Lehmann jó klubteljesítménye, az Arsenallal ugyanis bejutott a 2006-os Bajnokok Ligája döntőjébe, ahol azonban vereséget szenvedett az FC Barcelona ellen.

### 2006-os világbajnokság
A vb-n nyújtott teljesítményével a Klinsmann csapat elcsendesítette a kritikusokat. A csapat megnyerte három egymást követő mérkőzését (Costa Rica ellen 4-2, Lengyelország ellen 1-0, valamint Ecuador ellen 3-0-ra győztek), és maximális pontszámmal az első helyen végeztek az A csoportban. A nyolcaddöntőben 2-0-ra verték Svédországot, majd a negyeddöntőben Argentínát állították meg 1-1-es döntetlen után (a csapat egyenlítő gólját Miroslav Klose szerezte a 80. percben) tizenegyesekkel, a párbajt 4-2-re nyerték meg.
2006. július 4-én az elődöntő hosszabbításának utolsó perceiben azonban Németország elvesztett egy fontos mérkőzést, Olaszország 2-0-ra elverte Klinsmann fiait Fabio Grosso és Alessandro Del Piero góljaival. A bronzmeccsen Jens Lehmann átengedte helyét Oliver Kahnnak, aki így pályára léphetett a 3-1-re megnyert összecsapáson. A győzelmet követő napon Berlinben egy óriási parádét rendeztek Klinsmann és a válogatott tiszteletére, kifejezvén hogy mennyire elégedettek a bronzérem megszerzésével. 2006-ban elnyerte Az év labdarúgóedzője Németországban címet.

### Leköszönés a válogatott éléről
Klinsmann nem újította meg lejáró szerződését, erről 2006. július 11-én tájékoztatta a DFB-t, mely hivatalosan július 12-én jelenti be távozását. Ugyanezen sajtókonferencián bejelentik, hogy új szakvezetőnek Klinsmann eddigi asszisztensét, Joachim Löwöt jelölték ki.

### Bayern München
2008 januárjában vált biztossá hogy elfogadja a Bayern vezetőedzői posztját, mivel elődje, Ottmar Hitzfeld elfogadta a svájci labdarúgó-válogatott szövetségi kapitányi posztját. 2008 júliusában pedig a tényleges munkát is átvette.

#### Távozás a Bayern kispadjáról
Az elmaradt eredmények és a szurkolókkal megromlott viszonya miatt, érvényes szerződése ellenére, menesztették Klinsmannt a Bayern kispadjáról 2009. április 27-én hétfőn reggel. Mind Karl-Heinz Rummenigge elnök, mind Uli Hoeneß menedzser az újságírók előtt úgy értékelte, hogy az elmúlt hetek vereségei, a Bajnokok Ligájából, illetve a Német Kupából történt kiesés után immár tarthatatlanná vált a helyzet, s elérkezett addig a pontig, amikor Klinsmann-nal szemben már nem lehetett további türelmet tanúsítani.
Az elnök és a menedzser egyformán a Barcelonától elszenvedett 4-0-s vereséget nevezte a fordulópontnak, utalva arra: az edző menesztése komolyan először ekkor merült fel. Kiemelték azt is, hogy a csapat a jelenlegi szezonban egyetlenegyszer sem állt a tabella élén, s minden sorsdöntő mérkőzését elvesztette, így a Wolfsburg, a Hamburg és a Hertha, továbbá a német kupában a Leverkusen ellen is.
Második indokként a vezetők a közönség és az edző megromlott viszonyát említették. Ennek kapcsán arra utaltak, hogy a szurkolók immár hetek óta Klinsmann távozását követelték, s ezt nem hagyhatták figyelmen kívül.
Utódja a Bayern kispadján Jupp Heynckes, aki 1987. július 1-jétől 1991. október 8-ig egyszer már irányította az együttest, irányításával a Bayern kétszer nyert bajnokságot (1989, 1990) és kétszer jutott be a Bajnokcsapatok Európa-kupájának elődöntőjébe (1990, 1991).
2011-től az amerikai labdarúgó-válogatott szövetségi kapitánya lett.

## Statisztika

### Játékosi statisztika

#### Stuttgarter Kickers
| Klub                | Szezon   | Bundesliga 2 | Bundesliga 2 | Német kupa | Német kupa | Nemzetközi kupa | Nemzetközi kupa | Összesen | Összesen |
| Klub                | Szezon   | Mérkőzés     | Gól          | Mérkőzés   | Gól        | Mérkőzés        | Gól             | Mérkőzés | Gól      |
| ------------------- | -------- | ------------ | ------------ | ---------- | ---------- | --------------- | --------------- | -------- | -------- |
| Stuttgarter Kickers | 1981-82  | 6            | 1            | 0          | 0          | 0               | 0               | 6        | 1        |
| Stuttgarter Kickers | 1982-83  | 20           | 2            | 0          | 0          | 0               | 0               | 20       | 2        |
| Stuttgarter Kickers | 1983-84  | 35           | 19           | 0          | 0          | 0               | 0               | 35       | 19       |
| Stuttgarter Kickers | Összesen | 61           | 22           | 0          | 0          | 0               | 0               | 61       | 22       |

### Menedzseri statisztika
| Csapat         | Kezdés   | Befejezés | Mérkőzés            | Mutatók | Mutatók | Mutatók | Mutatók | Mutatók |
| Csapat         | Kezdés   | Befejezés | Mérkőzés            | M       | Gy      | D       | V       | %       |
| -------------- | -------- | --------- | ------------------- | ------- | ------- | ------- | ------- | ------- |
| Németország    | 2004     | 2006      |                     |         |         |         |         |         |
| Németország    | 2004     | 2006      | Barátságos          | 22      | 12      | 6       | 4       | 54,55%  |
| Németország    | 2004     | 2006      | Nemzetközi tétmeccs | 14      | 8       | 2       | 2       | 57,14%  |
| Németország    | 2004     | 2006      | Összesen            | 36      | 20      | 8       | 6       | 55,55%  |
| Bayern München | 2008     | 2009      |                     |         |         |         |         |         |
| Bayern München | 2008     | 2009      | Bundesliga          | 29      | 16      | 6       | 7       | 55,17%  |
| Bayern München | 2008     | 2009      | Német Kupa          | 4       | 3       | 0       | 1       | 75,00%  |
| Bayern München | 2008     | 2009      | Nemzetközi          | 10      | 6       | 3       | 1       | 60,00%  |
| Bayern München | 2008     | 2009      | Összesen            | 43      | 25      | 9       | 9       | 58,14%  |
| Összesen       | Összesen | Összesen  | Karrier             | 79      | 45      | 17      | 15      | 56,96%  |

## Díjak

### Játékosként

#### Klub díjak
- Internazionale:
  - Olasz szuperkupa: 1989
  - UEFA-kupa: 1991
- Bayern München:
  - Bundesliga: 1996–97
  - UEFA-kupa: 1996

#### Válogatott
- NSZK:
  - Európa-bajnokság: 1996
  - Világbajnok: 1990
  - United States Cup: 1993

### Edzőként
- USA:
  - CONCACAF-aranykupa: 2013

### Egyéni elismerések
- Az év német labdarúgója: 1988, 1994
- Az év labdarúgója (FWA): 1995 Tottenham Hotspur
- Az év labdarúgóedzője Németországban: 2006